# 熊谷カウ
熊谷 カウ（くまがい かう、明治17年（1884年） -  昭和41年（1966年）は、昭和の教育者。秋田県仙北郡六郷町（現美郷町）の幼児教育の母。

## 来歴
熊野神社宮司の熊谷東市（松陰の娘婿）の長女で、強助（ごうすけ）の妹、用蔵の姉。「熊野宮の三秀才」と呼ばれ、小学校でも評判となる。明治37年、秋田師範学校を卒業後、六郷小学校訓導の傍ら、婦人層のリーダーとして、郷土の発展に心を砕いた。
明治44年、六郷町婦人会を設立し、婦人運動、保育所の設立と経営、社会福祉事業の推進など、女性の教育と地位の向上に取り組んだ。昭和13年には、私立女子愛好会青年学校を開き、校長となり、青年女子の職業教育に努めました。
昭和7年、自宅の蔵に季節託児所を開設し、同13年には常設託児所へ、33年には社会福祉法人六郷保育園へと発展させた。同年、創立20周年を記念し、頌徳碑が建立された。のちに安楽寺児童公園に移転。
高縁な幼児教育理念に基づく保育事業は、現在の幼稚園や保育園に引き継がれている。

## 一族
『鐘はかたり、清水はささやく』、人事興信録8版より。
- 根本通明（つうめい。東京帝国大学教授）
- 熊谷武五郎（敦賀県初代知事、大蔵大丞、十五銀行支配人）
- 熊谷幸之輔（愛知医学専門学校（名古屋帝国大学医学部）校長）